# Pontcharraud
Pontcharraud település Franciaországban, Creuse megyében. Lakosainak száma 83 fő (2022. január 1.). Pontcharraud Néoux, Saint-Frion, Saint-Georges-Nigremont és Saint-Maurice-près-Crocq községekkel határos.

## Népesség
A település népességének változása:
| Lakosok száma | 163  | 146  | 127  | 88   | 70   | 75   | 79   | 83   | 83   | 83   |
|               | 1968 | 1982 | 1990 | 2006 | 2013 | 2015 | 2017 | 2019 | 2020 | 2022 |